# Giovanni Andrea della Croce

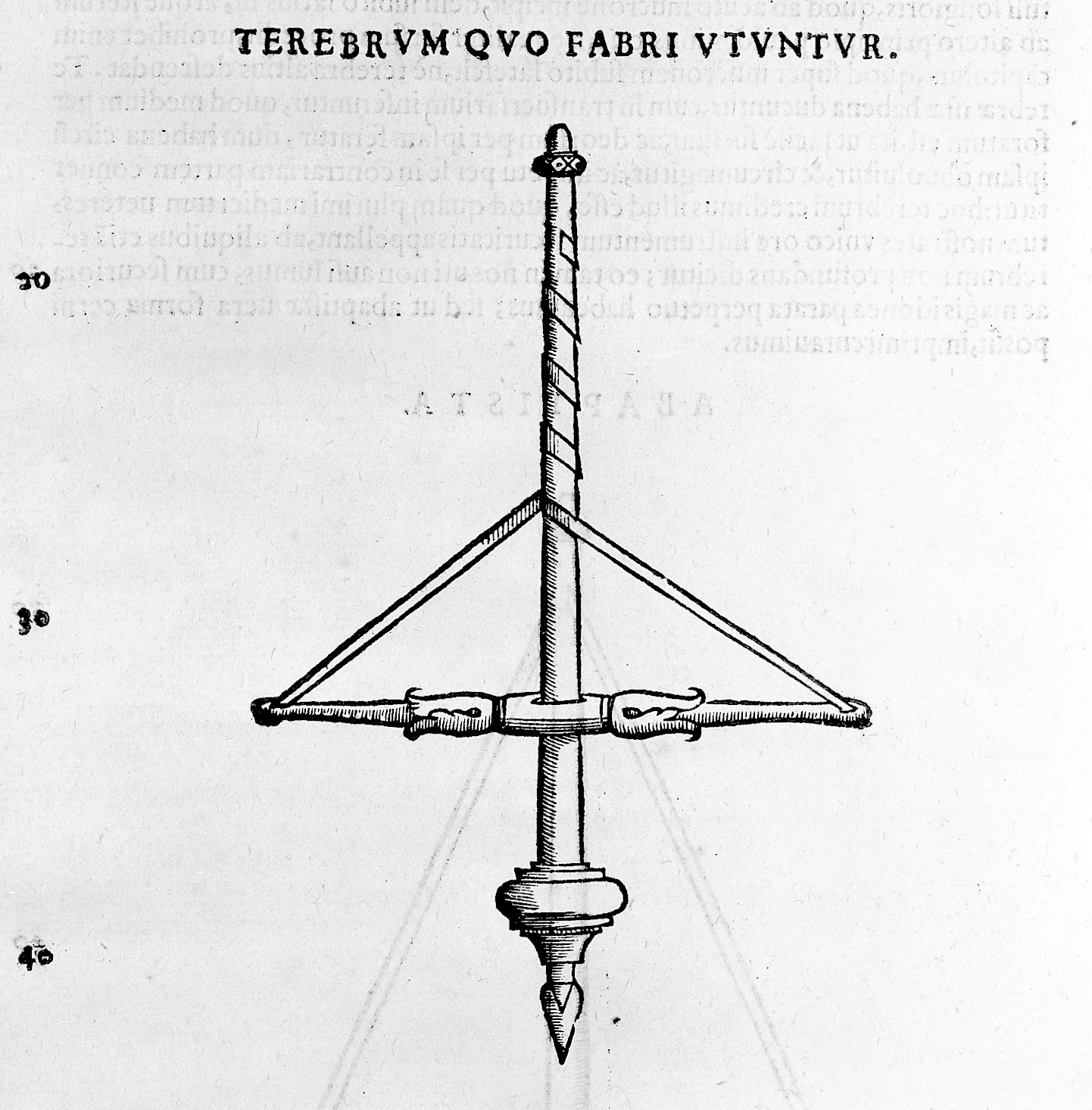
Chirurgischer Bohrer aus dem Werk Chirurgiae libri septem von Della Croce

Giovanni Andrea della Croce, auch Crucejus und Cruce, (* 1514 in Venedig; † 1575 ebenda)  war ein venezianischer Chirurg.
Sein Vater war kein Chirurg, sondern nur Barbier-Chirurg, der aus Parma nach Venedig kam, seine Mutter Venezianerin. Allerdings war sein Großvater Chirurg im Dienst des Herzogs von Mailand. Della Croce wuchs in Venedig auf und wurde von seinem Vater praktisch in Chirurgie unterrichtet, studierte aber auch die griechischen und arabischen Klassiker der Medizin. Er scheint aber nicht in Padua Medizin studiert zu haben.
Croce wurde in jugendlichem Alter 1532 in das Chirurgen-Kollegium in Venedig aufgenommen, eine der renommiertesten Gesellschaften von Ärzten ihrer Zeit. Er hatte im Kollegium eine herausragende Stellung, hielt Vorlesungen (auch während er nicht in Venedig wohnte) und führte Operationen aus (einige auch in anderen Teilen Italiens wie in Rom), und wurde 1537 beauftragte die Statuten des Kollegiums zu reformieren. Er praktizierte 1538 bis 1546 in Feltre, wo er offiziell als Arzt ernannt wurde. Er verheiratete dort auch zwei seiner Schwestern. Als seine jüngste Schwester, der er sehr zugetan war, von einem Adligen vergewaltigt wurde erwirkte er dessen Verhaftung, er konnte aber fliehen und verheiratete sich mit einer reichen Frau, was Croce veranlasste Feltre zu verlassen. Ab 1547 war er in Venedig, wo er Arzt der venezianischen Flotte wurde und in einem Komitee von Ärzten in Venedig für die Pestbekämpfung. 1542 und nochmals 1548, 1550 und 1555 war er Vorsitzender des Kollegiums. 1559 zog er sich aus Gesundheitsgründen vom Kollegium beurlauben, setzte seine chirurgisch-anatomischen Forschungen aber fort.
Sein 1573 in Venedig erschienenes Buch Chirurgiae libri septem behandelte erstmals neurochirurgische Verfahren und dieses umfangreiche Handbuch der Chirurgie begründete seinen Ruhm auch im weiteren Europa. Er verbesserte die Instrumente für die Trepanation und andere chirurgische Instrumente (abgebildet in seinem Buch, so spritzenartige Instrumente um Blut zu entnehmen). In seiner Darstellung der Chirurgie, die aus sieben Büchern bestand, behandelte er Schusswunden, Abszesse, Geschwüre und Tumoren, Knochenbrüche, Aderlasse und Blutegel, Syphilis-Behandlung, Steinschneiden, Kauterisation und andere Verfahren, Gegenmittel gegen Toxine und verschiedene Kopf- und Brustverletzungen. Er gab viele praktische Beispiele, genaue und sorgfältige Vorgehensbeschreibungen und erstellte auch erstmals ein Verzeichnis der Synonyme der Benennungen von Krankheiten in Griechisch, Arabisch und Latein. Er wich in seinen Empfehlungen auch von der aus der Antike überlieferten Praxis ab, so empfahl er die Öffnung des Schädels nicht wie Hippokrates an der Schädelnaht. Es gab auch eine deutsche Ausgabe (Officina aurea, das ist guldene Werkstatt der Chirurgy oder Wundt Artzney, Frankfurt am Mein 1607, übersetzt von P. Uffenbach). Das Kapitel über Schusswunden war schon 1560 veröffentlicht worden und seine Darstellung der Behandlung von Kriegswunden zeigte, dass er darin große Erfahrung hatte. Der Biograph von Della Croce Davide Giordano nannte ihn einen venezianischen Ambroise Paré und war der Meinung, dass der Vorabdruck von 1560 Paré selbst in seiner Behandlung von Kriegswunden beeinflusst hat.
Er übersetzte auch Averroes ins Italienische (Trattato sulla teriaca, in einer Aristoteles Ausgabe, die in Venedig 1562 erschien).
Giovanni Andrea della Croce starb zusammen mit seiner Familie im Jahre 1575, vermutlich an der Pest. Er wurde in S. Maria dell'Umiltà begraben. Er hatte bei seiner Rückkehr nach Venedig Lucrezia Donati geheiratet, die Witwe von Zamaria Pin.
Eine Brücke in Venedig wurde nach ihm benannt auf der Insel Giudecca.

## Schriften
- De morbo gallico. Venedig 1532.
- Chirurgiae Ioannis Andreae a Cruce Veneti Medici Libri septem. […]. Giordano Ziletti, Venedig 1573 (Digitalisat).
  - Chirurgiae universalis opus absolutum, Venedig 1573, 1587, 1596 (italienische Ausgabe:  Chirurgia universale e perfetta di tutte le parti pertinenti all’ottimo chirurgo, Venedig 1574, 1583, 1603, 1605)-